# 南日島戰役

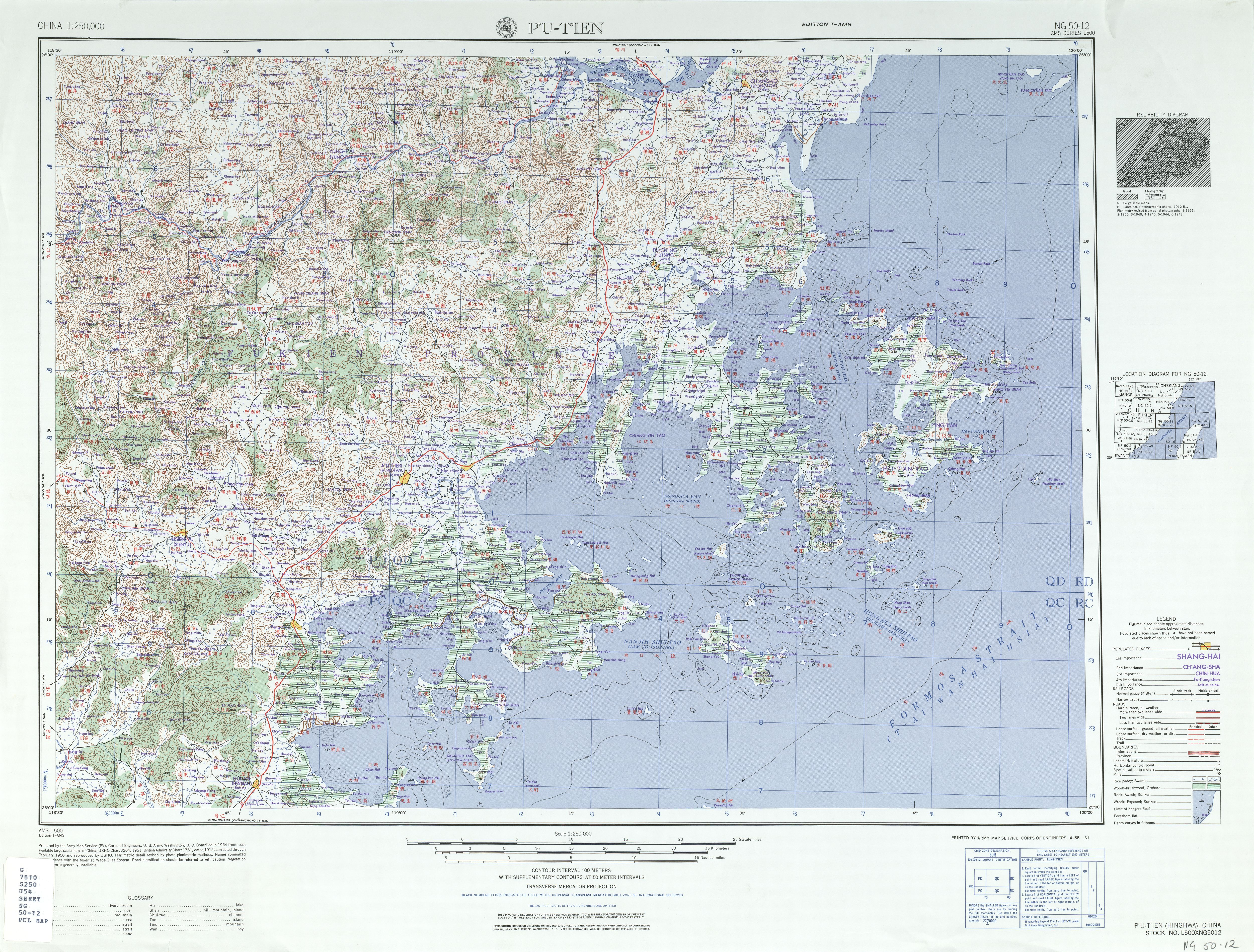
1954年，南日島所屬的福建省莆田地圖（美國陸軍工程兵團繪製）

南日島戰役，又稱南日島襲擊，是一場發生於1952年10月11日至15日中華民國國軍與中国人民解放军之間的一场战役，戰役由西方公司規劃，國軍戰勝後撤離。

## 簡介
1950年韓戰爆發後，美國恢復對撤往臺灣的中華民國政府軍事與經濟援助，中華民國國軍重新獲得美制裝備與訓練；其中較具突破性的改變是美國軍援了機械化兩棲作戰的相關設備，兩棲戰鬥能量大增。
對美國來說，提供援助不僅為政治上的承諾，也意味著中華民國需要表示對其盟邦的協助承諾，最佳手段自然是以軍事行動表現；1952年9月中起，在韓國戰場前線中國人民志願軍與聯合國軍間再度爆發大規模戰役，美國因此希望國軍在東南沿海發起軍事行動，除了可分散中共注意力外，也藉以驗收軍事援助後建軍成果。作戰目標規劃則由長期佈建於沿海情蒐的西方公司指定，西方公司精準的挑選駐南日島（位於今福建省莆田市秀嶼區）的中国人民解放军換防過渡時間點，確定島上防禦兵力只剩1個加強連，因此要求國軍對該地發起殲滅突擊作戰。
實際上，第一線部隊對於作戰策畫一無所知，大多是到10月9日才知曉，沒有甚麼特別的事前備戰或訓練行動；當天晚上，金門防衛司令部下轄之中華民國國軍第七十五師（師長汪光堯）藉夜色掩蔽始趁夜裝載登艦。
1952年10月10日凌晨，75師與反共救國軍等部隊分乘3艘中海級戰車登陸艦與十多艘機帆船抵達南日島；隨即轉乘海軍陸戰隊的LVT運輸車登島突擊。經過2天作戰，國軍大致肅清了南日島守軍。在南日島守軍遭國軍重擊之際，解放軍也急速調兵增援守軍；先後增援了2個營與2個連約1,000多人登島，然而這些部隊大多由閩籍新兵組建，戰力不強，隨即遭國軍擊潰俘虜。
就中華民國國軍記載，10月13日部隊便撤離南日島，然而中華人民共和國方面說法則是10月15日撤離。由於這場戰役的主規劃本身便非為占島設計，作戰完全是以見好即收；收容的解放軍俘虜在10月22日押往高雄，隨後抵達台北。
中華民國方面統計，中華民國陸軍繳獲輕武器有衝鋒槍、步槍1,000餘支、輕重機槍60餘挺、小炮等重火器40餘門，損失少於100人，俘虜800餘人。
中國人民解放軍統計南日島人民损失鸡633只，鸭11只，猪324头，黄牛3头，衣服660件，粮食2,835斤，门板75块，棺材12口，羊10只，还有民眾11人被杀害，43人受伤，5人被掳往台湾。
仅数月后国军在附近的湄州岛又取得了一次小规模胜利，见湄州岛战斗。

## 事後
1952年對福州軍區來說並不好過，當年國軍各種部隊在對東南沿海各處島嶼的突擊、海上的船隻截獲等任務上均大有所獲；不僅指揮官臉上無光，對北京當局來說也相當難堪。在韓戰尚未歇止之下，1953年獲選美國總統的德怀特·艾森豪威尔在就職後宣稱將不阻止國民黨反攻大陸的活動；由於韓國戰場與東南沿海戰場的膠著態勢，毛澤東要求解放軍檢討相關防務且制定增援計畫。
為此，福州軍區調整了相關佈署，強化近海增援的船舶裝備，這對解放軍能在1953年規模更大的東山島戰役中獲勝具有重大影響。